# Marok (Mohačka mikroregija, Baranjska županija)
Marok (mađ. Erdősmárok, nje. Bischofsmarok) je selo u južnoj Mađarskoj.

## Zemljopisni položaj
Zauzima površinu od 8,14 km četvornih.
Nalazi se na 46°3' sjeverne zemljopisne širine i 18°33' istočne zemljopisne dužine, sjeverozapadno od Mohača.

## Upravna organizacija
Upravno pripada Mohačkoj mikroregiji u Baranjskoj županiji. Poštanski broj je 7735.

## Promet
Marok se nalazi na željezničkoj prometnici. U selu je i željeznička postaja.

## Stanovništvo
U Maroku živi 113 stanovnika (popis 2001.). Mađari su većina, a u selu žive i pripadnici hrvatske zajednice, koji je oko 4% i Nijemci, kojih je oko 7%. 
Hrvati su u Maroku nazočni još od turskih vremena, kada su defteri 1550. zabilježili osobu prezimena Bunjevac.

## Vanjske poveznice
- (engl.) Marok na fallingrain.com